# Shield (personaggio)
The Shield è il nome di alcuni supereroi patriottici creati dalla MLJ (ora nota come Archie Comics). The Shield è il primo supereroe con un costume basato sulla bandiera statunitense, battendo Capitan America per più di un anno (circa 14 mesi).
Il nome è stato usato dalla MLJ/Archie per 3 personaggi. La linea Impact della DC Comics, in cui sono impiegate versioni originali dei personaggi della Archie, ha utilizzato anch'essa il nome per diversi personaggi.